# Skeleton na Zimowych Igrzyskach Olimpijskich Młodzieży 2012
Skeleton na I Zimowych Igrzyskach Olimpijskich młodzieży 2012 został rozegrany w dniu 21 stycznia 2012 roku.
Zawodniczki i zawodnicy startowali w ślizgu. Łącznie rozdane zostały dwa komplety medali. Zawody odbyły się na torze olimpijskim w Igls, położonym około 4 km na południe od Innsbrucka, miasta-organizatora ZIOM 2012.

## Terminarz
| Data             | Godzina | Miejscowość | Konkurencja     | Złoto              | Srebro                 | Brąz           |
| ---------------- | ------- | ----------- | --------------- | ------------------ | ---------------------- | -------------- |
| 21 stycznia 2012 |         | Igls        | Ślizg chłopców  | Sebastian Berneker | Stefan Richard Geisler | Corey Gillies  |
| 21 stycznia 2012 |         | Igls        | Ślizg dziewcząt | Jacqueline Lölling | Carina Mair            | Carli Brockway |